# Issa, enfant des sables
Issa, enfant des sables est un roman écrit par Pierre-Marie Beaude en 1994 dont l'intrigue se déroule au Niger avec les Touareg.

## Personnages
- Issa jeune enfant de 4 ans souffrant de la faim.
- Adouna la mère d'Issa
- Okoboé Le père d'Issa
- Marie la samaritaine
- Ouadda le guide de Marie
- Bruno le responsable d’Agadès

## À partir de
À partir de 11 ans